# Premi BAFTA 1986
La 39ª edizione dei British Academy Film Awards, conferiti dalla British Academy of Film and Television Arts alle migliori produzioni cinematografiche del 1985, si è svolta il 16 marzo 1986.

## Vincitori e nomination

### Miglior film
- La rosa purpurea del Cairo (The Purple Rose of Cairo), regia di Woody Allen
- Amadeus, regia di Miloš Forman
- Passaggio in India (A Passage to India), regia di David Lean
- Ritorno al futuro, regia di Robert Zemeckis
- Witness - Il testimone (Witness), regia di Peter Weir

### Miglior film non in lingua inglese
- Il colonnello Redl (Redl ezredes), regia di István Szabó
- Carmen, regia di Francesco Rosi
- Dim Sum: A Little Bit of Heart, regia di Wayne Wang
- Subway, regia di Luc Besson

### Miglior attore protagonista
- William Hurt – Il bacio della donna ragno (Kiss of the Spider Woman)
- Victor Bannerjee – Passaggio in India (A Passage to India)
- Harrison Ford – Witness - Il testimone (Witness)
- F. Murray Abraham – Amadeus

### Miglior attrice protagonista
- Peggy Ashcroft – Passaggio in India (A Passage to India)
- Mia Farrow – La rosa purpurea del Cairo (The Purple Rose of Cairo)
- Kelly McGillis – Witness - Il testimone (Witness)
- Alexandra Pigg – Lettera a Brezhnev (Letter to Brezhnev)

### Miglior attore non protagonista
- Denholm Elliott – Dossier confidenziale (Defence of the Realm)
- James Fox – Passaggio in India (A Passage to India)
- John Gielgud – Plenty
- Saeed Jaffery – My Beautiful Laundrette

### Miglior attrice non protagonista
- Rosanna Arquette – Cercasi Susan disperatamente (Desperately Seeking Susan)
- Judi Dench – Il mistero di Wetherby (Wetherby)
- Anjelica Huston – L'onore dei Prizzi (Prizzi's Honor)
- Tracey Ullman – Plenty

### Miglior sceneggiatura originale
- Woody Allen – La rosa purpurea del Cairo (The Purple Rose of Cairo)
- Hanif Kureishi – My Beautiful Laundrette
- Earl Wallace, William Kelley – Witness - Il testimone (Witness)
- Robert Zemeckis, Bob Gale – Ritorno al futuro (Back to the Future)

### Miglior sceneggiatura non originale
- Richard Condon e Janet Roach – L'onore dei Prizzi (Prizzi's Honor)
- Julian Bond – Battuta di caccia (The Shooting Party)
- David Lean – Passaggio in India (A Passage to India)
- Peter Shaffer – Amadeus

### Miglior fotografia
- Miroslav Ondříček – Amadeus
- Ernest Day – Passaggio in India (A Passage to India)
- Philippe Rousselot – La foresta di smeraldo (The Emerald Forest)
- John Seale – Witness - Il testimone (Witness)

### Miglior scenografia
- Norman Garwood – Brazil
- John Box – Passaggio in India (A Passage to India)
- Lawrence Paull – Ritorno al futuro (Back to the Future)
- Patrizia von Brandenstein – Amadeus

### Miglior montaggio
- Nna Danevic, Michael Chandler – Amadeus
- John Bloom – Chorus Line (A Chorus Line)
- Thom Noble – Witness - Il testimone (Witness)
- Arthur Schmidt, Harry Keramidas – Ritorno al futuro (Back to the Future)

### Migliori costumi
- Milena Canonero – Cotton Club (The Cotton Club)
- Charles Knode – Legend
- Judy Moorcroft – Passaggio in India (A Passage to India)
- Theodor Pištěk – Amadeus

### Miglior trucco
- Paul LeBlanc, Dick Smith – Amadeus
- Peter Frampton, Paul Engelen, Anna Dryhurst, Luis Michelotti – La foresta di smeraldo (The Emerald Forest)
- Peter Robb-King, Rob Bottin – Legend
- Michael Westmore – Dietro la maschera (Mask)

### Miglior sonoro
- John Nutt, Christopher Newman, Mark Berger – Amadeus
- Jonathan Bates, Christopher Newman, Gerry Humphreys – Chorus Line (A Chorus Line)
- Edward Beyer, Jack C. Jacobsen, David Carroll – Cotton Club (The Cotton Club)
- Hugues Darmois, Harald Maury, Dominique Hennequin, Bernard Leroux – Carmen

### Migliori effetti speciali
- George Gibbs, Richard Conway – Brazil
- Nick Allder, Peter Voysey – Legend
- Greenberg Associates – La rosa purpurea del Cairo (The Purple Rose of Cairo)
- Kevin Pike, Ken Ralston – Ritorno al futuro (Back to the Future)

### Migliore colonna sonora
- Maurice Jarre – Witness - Il testimone (Witness)
- Harold Faltermeyer – Beverly Hills Cop - Un piedipiatti a Beverly Hills (Beverly Hills Cop)
- Junior Homrich, Brian Gascoigne – La foresta di smeraldo (The Emerald Forest)
- Maurice Jarre – Passaggio in India (A Passage to India)

### Miglior cortometraggio
- Careless Talk, regia di Noella Smith
- One for My Baby, regia di Chris Fallon
- The Woman Who Married Clark Gable, regia di Thaddeus O'Sullivan